# Qualificazioni al campionato mondiale di calcio 2006 - CONCACAF

## Primo Turno
| St. George's 28 febbraio 2004 | Grenada | 5 – 0 | Guyana |  |

| Blairmont 14 marzo 2004 | Guyana | 1 – 3 | Grenada |  |

| Hamilton 29 febbraio 2004 | Bermuda | 13 – 0 | Montserrat |  |

| Plymouth 21 marzo 2004 | Montserrat | 0 – 7 | Bermuda |  |

| Miami 18 febbraio 2004 | Haiti | 5 – 0 | Turks e Caicos |  |

| Hialeah 21 febbraio 2004 | Turks e Caicos | 0 – 2 | Haiti |  |

| Tortola 22 febbraio 2004 | Isole Vergini Britanniche | 0 – 1 | Saint Lucia |  |

| Vieux Fort 28 marzo 2004 | Saint Lucia | 9 – 0 | Isole Vergini Britanniche |  |

| Grand Cayman 22 febbraio 2004 | Isole Cayman | 1 – 2 | Cuba |  |

| L'Avana 27 marzo 2004 | Cuba | 3 – 0 | Isole Cayman |  |

| Oranjestad 28 febbraio 2004 | Aruba | 1 – 2 | Suriname |  |

| Paramaribo 27 marzo 2004 | Suriname | 8 – 1 | Aruba |  |

| St. John's 18 febbraio 2004 | Antigua e Barbuda | 2 – 0 | Antille Olandesi |  |

| Willemstad 31 marzo 2004 | Antille Olandesi | 3 – 0 | Antigua e Barbuda |  |

| Nassau 26 marzo 2004 | Dominica | 1 – 1 | Bahamas |  |

| Nassau 28 marzo 2004 | Bahamas | 1 – 3 | Dominica |  |

| St. Thomas 18 febbraio 2004 | Isole Vergini Americane | 0 – 4 | Saint Kitts e Nevis |  |

| Basseterre 31 marzo 2004 | Saint Kitts e Nevis | 7 – 0 | Isole Vergini Americane |  |

| Santo Domingo 19 marzo 2004 | Rep. Dominicana | 0 – 0 | Anguilla |  |

| Santo Domingo 21 marzo 2004 | Anguilla | 0 – 6 | Rep. Dominicana |  |

## Secondo Turno
| Columbus 13 giugno 2004 | Stati Uniti | 3 – 0 | Grenada |  |

| St. George's 20 giugno 2004 | Grenada | 2 – 3 | Stati Uniti |  |

| San Salvador 13 giugno 2004 | El Salvador | 2 – 1 | Bermuda |  |

| Hamilton 20 giugno 2004 | Bermuda | 2 – 2 | El Salvador |  |

| Miami 12 giugno 2004 | Haiti | 1 – 1 | Giamaica |  |

| Kingston 20 giugno 2004 | Giamaica | 3 – 0 | Haiti |  |

| Panama 13 giugno 2004 | Panama | 4 – 0 | Saint Lucia |  |

| Vieux Fort 20 giugno 2004 | Saint Lucia | 0 – 3 | Panama |  |

| L'Avana 12 giugno 2004 | Cuba | 2 – 2 | Costa Rica |  |

| Alajuela 20 giugno 2004 | Costa Rica | 1 – 1 | Cuba |  |

| Paramaribo 12 giugno 2004 | Suriname | 1 – 1 | Guatemala |  |

| Città del Guatemala 20 giugno 2004 | Guatemala | 3 – 1 | Suriname |  |

| Willemstad 12 giugno 2004 | Antille Olandesi | 1 – 2 | Honduras |  |

| San Pedro Sula 19 giugno 2004 | Honduras | 4 – 0 | Antille Olandesi |  |

| Kingston 13 giugno 2004 | Canada | 4 – 0 | Belize |  |

| Kingston 16 giugno 2004 | Belize | 0 – 4 | Canada |  |

| San Antonio 19 giugno 2004 | Dominica | 0 – 10 | Messico |  |

| Aguascalientes 27 giugno 2004 | Messico | 8 – 0 | Dominica |  |

| Bridgetown 13 giugno 2004 | Barbados | 0 – 2 | Saint Kitts e Nevis |  |

| Basseterre 19 giugno 2004 | Saint Kitts e Nevis | 3 – 2 | Barbados |  |

| Santo Domingo 13 giugno 2004 | Rep. Dominicana | 0 – 2 | Trinidad e Tobago |  |

| Marabella 20 giugno 2004 | Trinidad e Tobago | 4 – 0 | Rep. Dominicana |  |

| Diriamba 13 giugno 2004 | Nicaragua | 2 – 2 | Saint Vincent e Grenadine |  |

| Kingstown 20 giugno 2004 | Saint Vincent e Grenadine | 4 – 1 | Nicaragua |  |

## Terzo Turno
12 squadre in 3 gruppi di 4.
Le prime due classificate passano al terzo turno.

### Gruppo 1
| Squadra     | G | V | N | P | F  | S  | DR  | PT |
| ----------- | - | - | - | - | -- | -- | --- | -- |
| Stati Uniti | 6 | 3 | 3 | 0 | 13 | 3  | +10 | 12 |
| Panama      | 6 | 2 | 2 | 2 | 8  | 11 | -3  | 8  |
| Giamaica    | 6 | 1 | 4 | 1 | 7  | 5  | +2  | 7  |
| El Salvador | 6 | 1 | 1 | 4 | 2  | 11 | -9  | 4  |

| Kingston 18 agosto 2004 | Giamaica | 1 – 1 | Stati Uniti |  |

| San Salvador 18 agosto 2004 | El Salvador | 2 – 1 | Panama |  |

| Foxborough 4 settembre 2004 | Stati Uniti | 2 – 0 | El Salvador |  |

| Kingston 4 settembre 2004 | Giamaica | 1 – 2 | Panama |  |

| San Salvador 8 settembre 2004 | El Salvador | 0 – 3 | Giamaica |  |

| Panama 8 settembre 2004 | Panama | 1 – 1 | Stati Uniti |  |

| San Salvador 9 ottobre 2004 | El Salvador | 0 – 2 | Stati Uniti |  |

| Panama 9 ottobre 2004 | Panama | 1 – 1 | Giamaica |  |

| Kingston 13 ottobre 2004 | Giamaica | 0 – 0 | El Salvador |  |

| Washington 13 ottobre 2004 | Stati Uniti | 6 – 0 | Panama |  |

| Panama 17 novembre 2004 | Panama | 3 – 0 | El Salvador |  |

| Columbus 17 novembre 2004 | Stati Uniti | 1 – 1 | Giamaica |  |

### Gruppo 2
| Squadra    | G | V | N | P | F  | S | DR | PT |
| ---------- | - | - | - | - | -- | - | -- | -- |
| Costa Rica | 6 | 3 | 1 | 2 | 12 | 8 | +4 | 10 |
| Guatemala  | 6 | 3 | 1 | 2 | 7  | 9 | -2 | 10 |
| Honduras   | 6 | 1 | 4 | 1 | 9  | 7 | +2 | 7  |
| Canada     | 6 | 1 | 2 | 3 | 4  | 8 | -4 | 5  |

| Vancouver 18 agosto 2004 | Canada | 0 – 2 | Guatemala |  |

| Alajuela 18 agosto 2004 | Costa Rica | 2 – 5 | Honduras |  |

| Edmonton 4 settembre 2004 | Canada | 1 – 1 | Honduras |  |

| Città del Guatemala 5 settembre 2004 | Guatemala | 2 – 1 | Costa Rica |  |

| San Pedro Sula 8 settembre 2004 | Honduras | 2 – 2 | Guatemala |  |

| San Jose 8 settembre 2004 | Costa Rica | 1 – 0 | Canada |  |

| San Pedro Sula 9 ottobre 2004 | Honduras | 1 – 1 | Canada |  |

| San José 9 ottobre 2004 | Costa Rica | 5 – 0 | Guatemala |  |

| Vancouver 13 ottobre 2004 | Canada | 1 – 3 | Costa Rica |  |

| Città del Guatemala 13 ottobre 2004 | Guatemala | 1 – 0 | Honduras |  |

| Città del Guatemala 17 novembre 2004 | Guatemala | 0 – 1 | Canada |  |

| San Pedro Sula 17 novembre 2004 | Honduras | 0 – 0 | Costa Rica |  |

### Gruppo 3
| Squadra                   | G | V | N | P | F  | S  | DR  | PT |
| ------------------------- | - | - | - | - | -- | -- | --- | -- |
| Messico                   | 6 | 6 | 0 | 0 | 27 | 1  | +26 | 18 |
| Trinidad e Tobago         | 6 | 4 | 0 | 2 | 12 | 9  | +3  | 12 |
| Saint Vincent e Grenadine | 6 | 2 | 0 | 4 | 5  | 12 | -7  | 6  |
| Saint Kitts e Nevis       | 6 | 0 | 0 | 6 | 2  | 24 | -22 | 0  |

| Kingstown 18 agosto 2004 | Saint Vincent e Grenadine | 0 – 2 | Trinidad e Tobago |  |

| Basseterre 4 settembre 2004 | Saint Kitts e Nevis | 1 – 2 | Trinidad e Tobago |  |

| Port of Spain 8 settembre 2004 | Trinidad e Tobago | 1 – 3 | Messico |  |

| Kingstown 10 settembre 2004 | Saint Vincent e Grenadine | 1 – 0 | Saint Kitts e Nevis |  |

| Pachuca 6 ottobre 2004 | Messico | 7 – 0 | Saint Vincent e Grenadine |  |

| Marabella 10 ottobre 2004 | Trinidad e Tobago | 5 – 1 | Saint Kitts e Nevis |  |

| Kingstown 10 ottobre 2004 | Saint Vincent e Grenadine | 0 – 1 | Messico |  |

| Basseterre 13 ottobre 2004 | Saint Kitts e Nevis | 0 – 3 | Saint Vincent e Grenadine |  |

| Puebla 13 ottobre 2004 | Messico | 3 – 0 | Trinidad e Tobago |  |

| Miami 13 novembre 2004 | Saint Kitts e Nevis | 0 – 5 | Messico |  |

| Port of Spain 17 novembre 2004 | Trinidad e Tobago | 2 – 1 | Saint Vincent e Grenadine |  |

| Monterrey 17 novembre 2004 | Messico | 8 – 0 | Saint Kitts e Nevis |  |

## Quarto Turno
6 squadre in unico gruppo.

Le prime tre classificate si qualificano alla fase finale.

La quarta classificata disputa uno spareggio interzona con una squadra della zona asiatica.
| Squadra           | G  | V | N | P | F  | S  | DR  | PT |
| ----------------- | -- | - | - | - | -- | -- | --- | -- |
| Stati Uniti       | 10 | 7 | 1 | 2 | 16 | 6  | +10 | 22 |
| Messico           | 10 | 7 | 1 | 2 | 22 | 9  | +13 | 22 |
| Costa Rica        | 10 | 5 | 1 | 4 | 15 | 14 | +1  | 16 |
| Trinidad e Tobago | 10 | 4 | 1 | 5 | 10 | 15 | -5  | 13 |
| Guatemala         | 10 | 3 | 2 | 5 | 16 | 18 | -2  | 11 |
| Panama            | 10 | 0 | 2 | 8 | 4  | 21 | -17 | 2  |

| San Jose 9 febbraio 2005 | Costa Rica | 1 – 2 | Messico |  |

| Panama 9 febbraio 2005 | Panama | 0 – 0 | Guatemala |  |

| Port of Spain 9 febbraio 2005 | Trinidad e Tobago | 1 – 2 | Stati Uniti |  |

| Città del Guatemala 26 marzo 2005 | Guatemala | 5 – 1 | Trinidad e Tobago |  |

| San Jose 26 marzo 2005 | Costa Rica | 2 – 1 | Panama |  |

| Città del Messico 26 marzo 2005 | Messico | 2 – 1 | Stati Uniti |  |

| Panama 30 marzo 2005 | Panama | 1 – 1 | Messico |  |

| Birmingham 30 marzo 2005 | Stati Uniti | 2 – 0 | Guatemala |  |

| Port of Spain 30 marzo 2005 | Trinidad e Tobago | 0 – 0 | Costa Rica |  |

| Città del Guatemala 4 giugno 2005 | Guatemala | 0 – 2 | Messico |  |

| Porto of Spain 4 giugno 2005 | Trinidad e Tobago | 2 – 0 | Panama |  |

| Salt Lake City 4 giugno 2005 | Stati Uniti | 3 – 0 | Costa Rica |  |

| Panama 8 giugno 2005 | Panama | 0 – 3 | Stati Uniti |  |

| San Jose 8 giugno 2005 | Costa Rica | 3 – 2 | Guatemala |  |

| Monterrey 8 giugno 2005 | Messico | 2 – 0 | Trinidad e Tobago |  |

| Città del Messico 17 agosto 2005 | Messico | 2 – 0 | Costa Rica |  |

| Città del Guatemala 17 agosto 2005 | Guatemala | 2 – 1 | Panama |  |

| Hartford 17 agosto 2005 | Stati Uniti | 1 – 0 | Trinidad e Tobago |  |

| Panama 3 settembre 2005 | Panama | 1 – 3 | Costa Rica |  |

| Columbus 3 settembre 2005 | Stati Uniti | 2 – 0 | Messico |  |

| Port of Spain 3 settembre 2005 | Trinidad e Tobago | 3 – 2 | Guatemala |  |

| Città del Messico 7 settembre 2005 | Messico | 5 – 0 | Panama |  |

| Città del Guatemala 7 settembre 2005 | Guatemala | 0 – 0 | Stati Uniti |  |

| San Jose 7 settembre 2005 | Costa Rica | 2 – 0 | Trinidad e Tobago |  |

| Panama 8 ottobre 2005 | Panama | 0 – 1 | Trinidad e Tobago |  |

| San Luis Potosí 8 ottobre 2005 | Messico | 5 – 2 | Guatemala |  |

| San Jose 8 ottobre 2005 | Costa Rica | 3 – 0 | Stati Uniti |  |

| Foxborough 12 ottobre 2005 | Stati Uniti | 2 – 0 | Panama |  |

| Port of Spain 12 ottobre 2005 | Trinidad e Tobago | 2 – 1 | Messico |  |

| Città del Guatemala 12 ottobre 2005 | Guatemala | 3 – 1 | Costa Rica |  |